# Collèges étrangers de l'université de Paris

Blason de l'ancienne université de Paris.

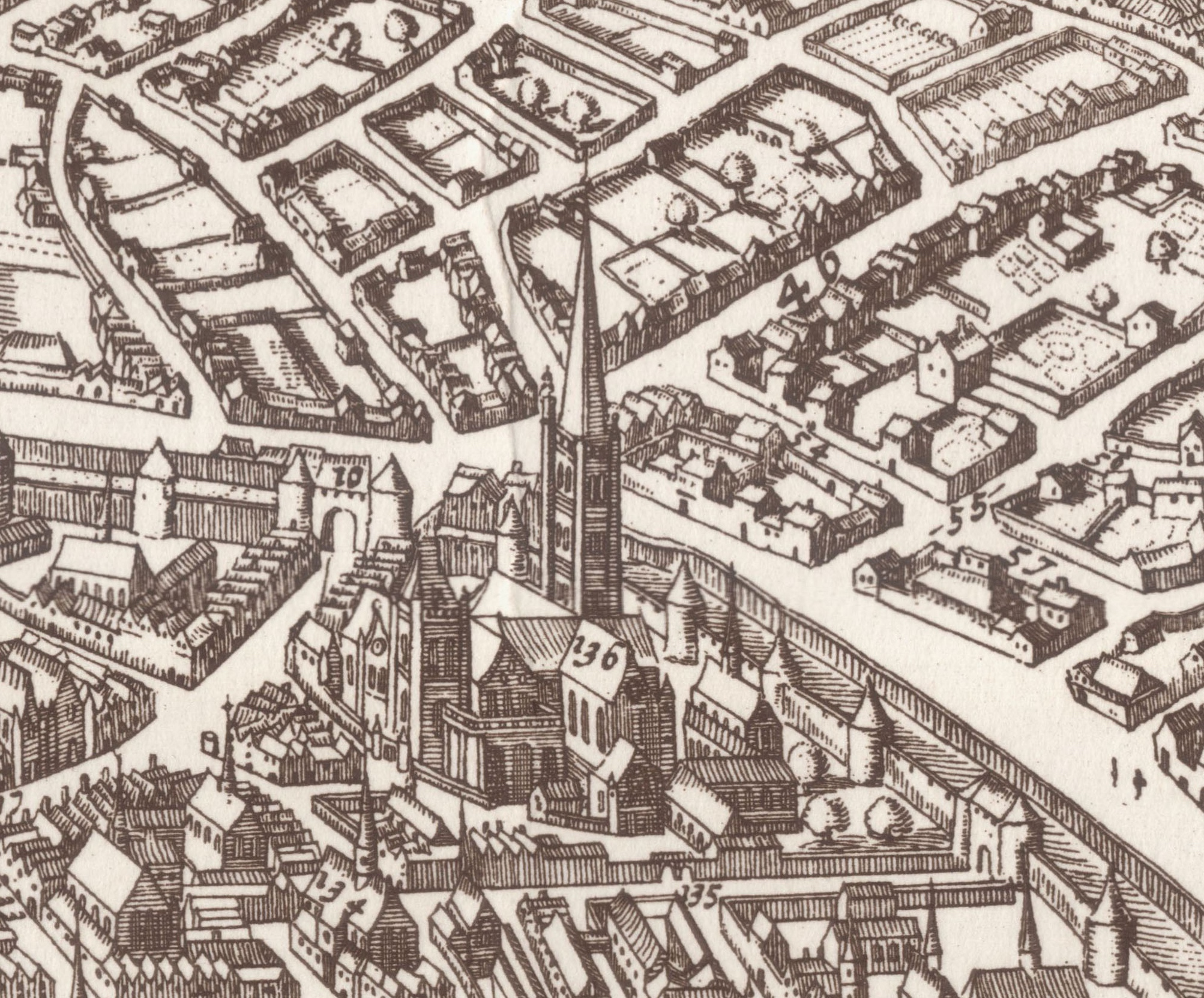
Le quartier de l'abbaye Sainte-Geneviève, plan de 1618.

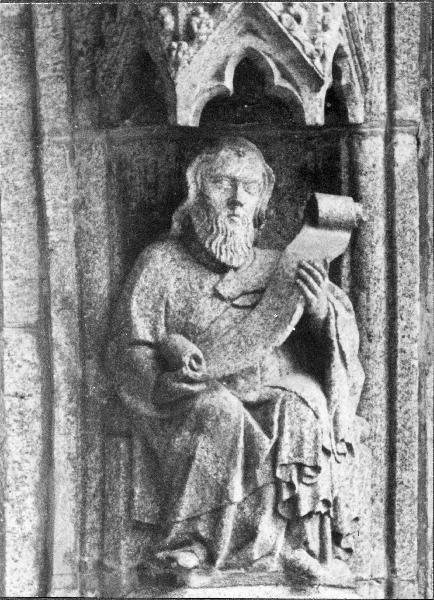
Sculpture du portail sud de la cathédrale d'Uppsala, v. 1300.

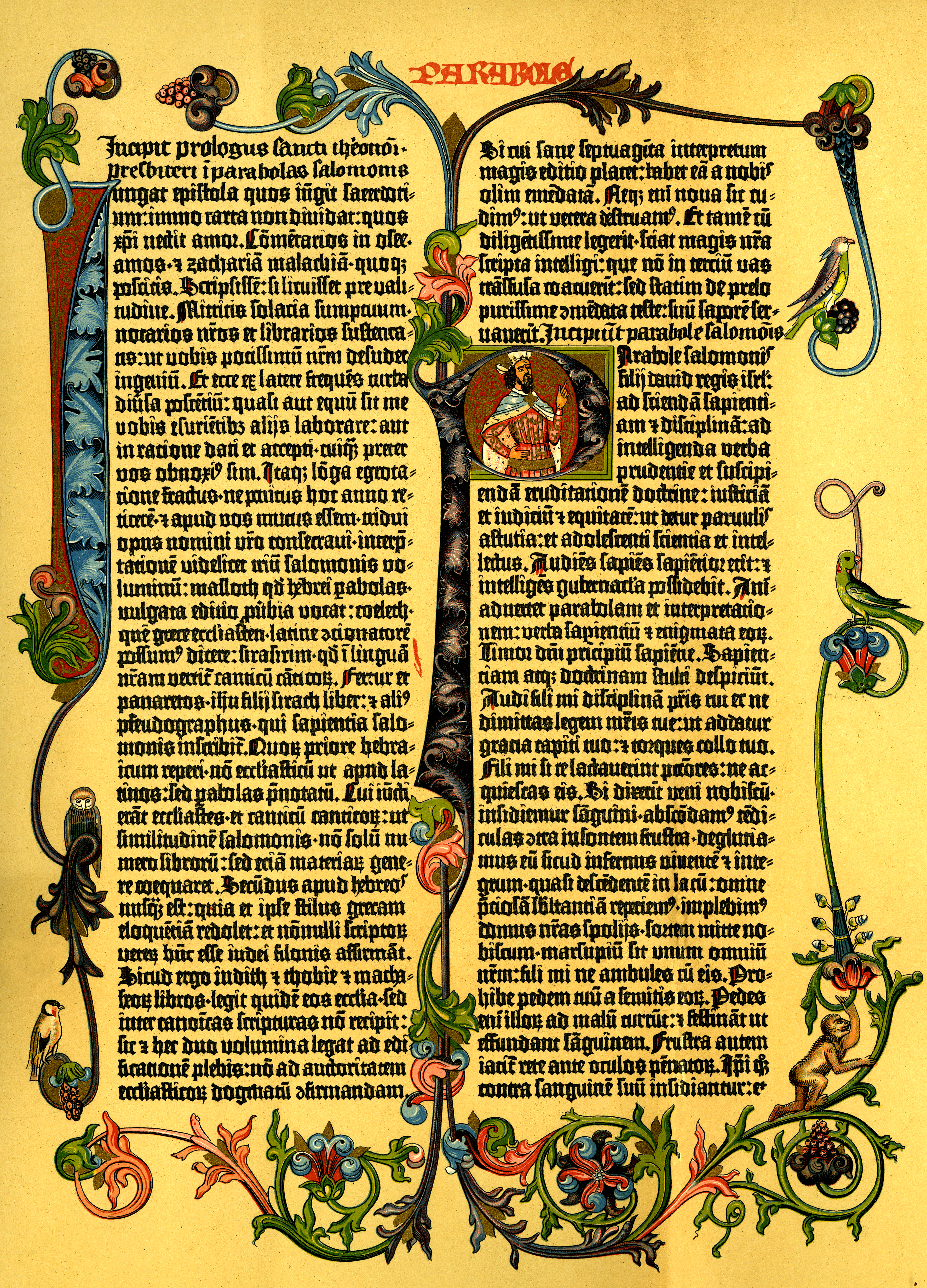
Commentaire de Salomon, extrait de la Bible de Gutenberg imprimée à Mayence en 1456.

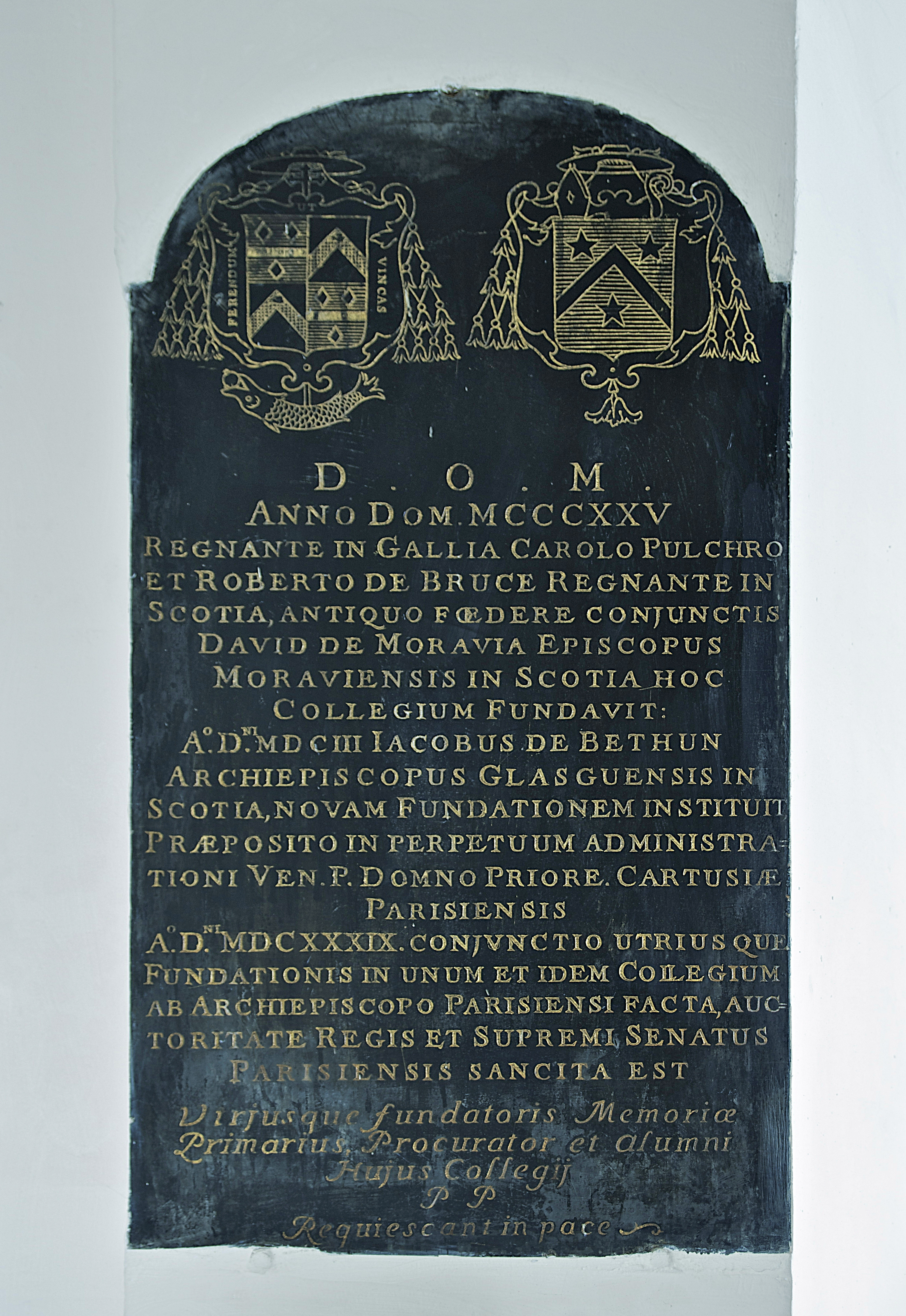
Plaque de l'histoire du collège des Écossais.

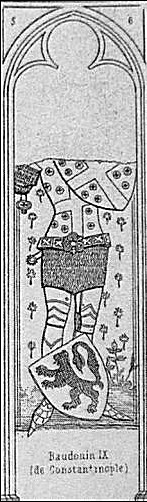
Baudouin de Flandre, empereur de Constantinople, par Edmond de Busscher, 1858.

Les collèges étrangers de l'université de Paris sont des établissements pour étudiants (collèges) de l'ancienne université de Paris fondés pour des communautés d'élèves étrangers.

## Origine
Comme d'autres universités médiévales, celle de Paris au Moyen Âge comprend des étudiants d'origines diverses, organisés en nations selon leur origine : ces « nations » ne sont parfois que des grandes provinces du royaume de France (nation normande, nation « française », nation picarde, etc.) mais peuvent aussi correspondre à des groupes d'étrangers extérieurs au royaume. À partir du XIIIe siècle, plusieurs de ces groupes fondent leurs propres établissements qui accueillent des élèves venus du Danemark, de Suède, des principautés allemandes du Saint-Empire, ainsi que d'Angleterre, d'Écosse, de Lombardie et de l'empire latin de Constantinople. Les collèges, lieux d'hébergement et d'assistance à l'origine, évolueront progressivement vers des fonctions d'enseignement.

## Collèges

### Collège danois
Fondé en 1275 par Jean de Danemark, chanoine de Sainte-Geneviève, le collège de Danemark se trouve dans l'actuelle rue de la Montagne-Sainte-Geneviève, entre le collège de Laon et le récent couvent des carmélites. Il tombe en déclin et, en 1356, ne compte plus qu'une poignée de pensionnaires. Ceux-ci veulent vendre le bâtiment aux carmélites mais se heurtent au veto de l'université. Malgré une bulle de Clément VII et une ordonnance de Charles VI qui, en 1386, autorisent la vente, la maison reste la propriété de l'université qui le confie à la nation allemande. Gilbert de Metz mentionne encore le collège danois dans sa description de Paris, rédigée en 1407. Entre 1424 et 1429, deux étudiants danois parviennent enfin à vendre l'édifice au bénéfice du collège de Laon, ce qui amène les étudiants restants, danois ou allemands, à déménager.

### Collège d'Uppsala
Fondé le 30 juillet 1315 par maître André, prévôt d'Uppsala en Suède, probablement pour le compte du chapitre de la cathédrale d'Uppsala, il consiste en deux maisons adjacentes situées rue Serpente et rue des Deux-Portes. Il décline rapidement, malgré plusieurs tentatives de l'évêque et du chapitre d'Uppsala pour y envoyer des pensionnaires, et, au milieu du XIVe siècle, il est dit « que, depuis longtemps, les étudiants suédois ne viennent plus étudier à Paris ». En 1354, le collège est définitivement vendu à un nommé Yves Simon, secrétaire du roi de France, à charge de verser à l'avenir une pension de 7 livres parisis aux élèves suédois qui viendraient s'établir à Paris. Le jardin commun aux deux maisons reste la propriété de la nation suédoise et, à partir de 1374, est loué à un autre secrétaire royal pour la somme de 40 sous par an.   

### Collège de Skara
Le collège de Skara (ou Scara), situé au Clos Bruneau, doit son nom à l'évêché du même nom en Suède. Comme les autres collèges étrangers, il décline au cours du XIVe siècle et paraît presque vide en 1392. Il est alors transféré à la nation anglaise. En 1476, le bâtiment, toujours habitable, est concédé à vie à Goswin, bedeau de cette nation, pour la somme de 2 francs par an à charge de l'entretenir.   

### Collège de Linköping
Ce collège, qui doit son nom à la ville de Linköping en Suède, se trouvait rue du Mont Saint-Hilaire (actuelle rue des Carmes) en face du collège des Lombards. Comme celui de Skara, il est pratiquement désert en 1392. Transféré à la nation anglaise, il est détruit en 1436 et les matériaux abandonnés au bedeau de cette nation.

### Collège allemand
Le collège allemand (ou germanique) se trouve rue Pavée, plus tard rue du Mûrier, voie aujourd'hui disparue située entre la rue Saint-Victor et la rue Traversine. Sa première mention conservée date de 1345 : l'élève Alard, Allemand, de la « maison des pauvres écoliers allemands », se voit décerner la licence à Sainte-Geneviève par le maître Nicolas de Dacie. En 1348, maître Alexandre, proviseur des écoliers allemands, est convié à une réunion de la nation anglaise. En 1378, le proviseur est maître Johannes Munchemann, de Mayence : il obtient la réversion de la pension de deux florins accordée à maître Wyskin, professeur à Paris et doyen de Camin (Vellahn) en Poméranie. En 1451, deux maisons de la rue Saint-Jacques sont indiquées comme appartenant au collège. Dans les années 1494 et suivantes, maître Petrus Cesaris en est le principal. Le collège est encore mentionné à la même place au début du XVIe siècle et, pour la dernière fois, en 1603. Il convient de ne pas le confondre avec le collège de Danemark, établissement distinct placé temporairement sous la tutelle de la nation allemande, ni  avec les hébergements temporaires (« Scholae Almannorum ») que la nation allemande mettait à la disposition des professeurs.

### Collège de Constantinople
L'origine de ce collège est mal connue. Il se trouvait rue Sans-Bout (ou impasse d'Amboise, actuelle impasse Maubert) près de la place Maubert. Une tradition non confirmée le fait remonter à la prise de Constantinople par la quatrième croisade en 1204 : le chef croisé Baudouin de Flandre, proclamé empereur de l'empire latin de Constantinople (1204-1205), et le pape Innocent III (1198-1216) auraient fait venir à Paris des missionnaires, des clercs et des livres de l'Église grecque orthodoxe pour travailler à sa réunion à l'Église catholique romaine. Mais aucune source ne confirme l'existence d'une étude des langues orientales à Paris à cette date et c'est plus vraisemblablement Innocent IV (1243-1254) qui fait venir pour la première fois des clercs grecs à Paris pour contribuer aux études de théologie. Ses successeurs rendent plusieurs bulles en faveur du collège jusqu'en 1285. En 1286, Pietro Correr (en) (Pierre d'Asti), patriarche latin de Constantinople, refonde le collège pour des écoliers venus de son diocèse d'origine, dans le Piémont. Cependant, en 1300, Raymond Lulle, qui a lui-même enseigné à Paris, demande encore au roi de France de créer un collège à Paris pour l'étude des langues orientales. On ne sait à peu près rien du collège de Constantinople jusqu'en 1362, date à laquelle le maître Ivan de Novare accorde au recteur Jean de la Marche une rente de 10 livres parisis pour l'entretien des bâtiments. En 1364, Jean cède ses fonctions à son neveu Guillaume de la Marche qui, par testament, en 1374, institue une rente de 20 livres pour l'entretien du collège qui déménage pour un bâtiment plus vaste, rue de la Montagne Sainte-Geneviève, et prend le nom de collège de la Marche.